# 横銭秀一
横銭 秀一（よこぜに しゅういち、1956年8月1日 - ）は、千葉県出身。テレビ東京の元報道記者・ニュースキャスターであり、現在はテレビ東京アート代表取締役社長。

## 経歴
| 年表                                     | 経歴                                                                        |
| ---------------------------------------- | --------------------------------------------------------------------------- |
| 1995年4月 - 1996年9月                    | 『TXNニュース THIS EVENING』土・日曜日メインキャスター                      |
| 上記の『TXNニュース THIS EVENING』降板後 | テレビ東京報道局ニュース取材部長、テレビ東京編成局データ放送部長            |
| 2005年7月                                | テレビ東京編成局データ・字幕放送部長                                        |
| 2006年7月                                | テレビ東京メディア事業推進本部デジタル事業推進局 デジタルコンテンツ制作部長 |
| 2007年7月                                | テレビ東京メディア事業推進本部デジタル事業推進局・BS業務推進本部局次長      |
| 2008年6月                                | テレビ東京ブロードバンド取締役                                              |
| 2010年10月                               | テレビ東京ホールディングス統合推進室参与、テレビ東京ブロードバンド取締役    |
| 2011年6月20日                            | テレビ東京ホールディングス取締役、テレビ東京ブロードバンド代表取締役社長    |
| 2012年6月21日                            | テレビ東京ホールディングス参与、テレビ東京ブロードバンド代表取締役社長      |
| 2013年6月21日                            | テレビ東京執行役員コンテンツビジネス局統括プロデューサー                    |
| 2014年6月20日                            | テレビ東京アート代表常務取締役                                              |
| 2015年6月12日                            | 現職                                                                        |